# سيلفيا جاكسون
سيلفيا جاكسون (بالإنجليزية: Sylvia Jackson)‏ هي راكبة الكنو بريطانية، ولدت في 12 يونيو 1945.

## وصلات خارجية
- سيلفيا جاكسون على موقع أوليمبيديا (الإنجليزية)